# Замятнин, Юрий Иванович
Ю́рий Ива́нович Замя́тнин (ум. 1521) — московский дворянин, воевода на службе у московского князя Василия III.

## Служба
В 1513 году во время похода Василия III на Смоленск был русским послан третьим воеводой передового полка в Тулу для защиты от крымских татар. В июле 1513 года был вторым воеводой передового полка в походе от Дорогобужа к Смоленску.
В мае 1514 вторым воеводой полка левой руки был послан в Тулу для защиты со стороны Крыма. В июле того же года был вторым воеводой передового полка в Туле. Зимой 1515 года второй воевода пока левой руки в походе на Литву. В 1517 году послан, опять вторым воеводой полка левой руки, на Вашану для защиты со стороны Крыма, но отозван в Москву. В 1519 году как второй воевода полка левой руки участвует в походе от Вязьмы на Литву, затем от Великих Лук к Полоцку. как третий воевода передового полка.
В июне 1521 во время похода Мухаммед Гирея на Москву находился в Серпухове среди войск, не сумевших воспрепятствовать переправе крымских войск через Оку. Погиб в сражении при переправе.

## Семья
Сын воеводы Ивана Васильевича Замятни; брат воеводы Якова Ивановича Замятнина, погибшего вместе с ним.